# Sperlonga
Sperlonga es un municipio italiano de la provincia de Latina, en el Lacio, de 3.247 Habitantes. Es una renombrada localidad balnearia veraniega. Al oeste se encuentra Terracina, al norte Fondi, al noreste Itri y al este Gaeta.

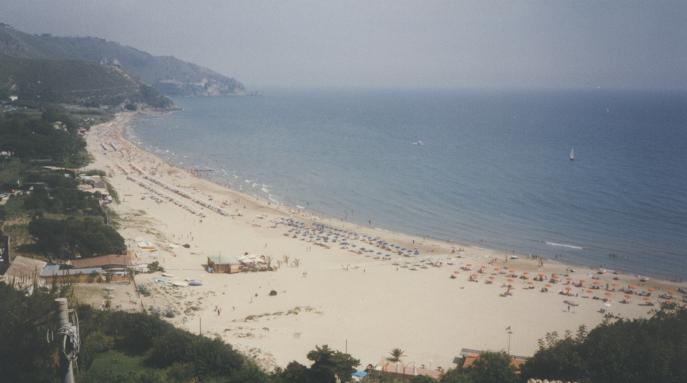
La playa.

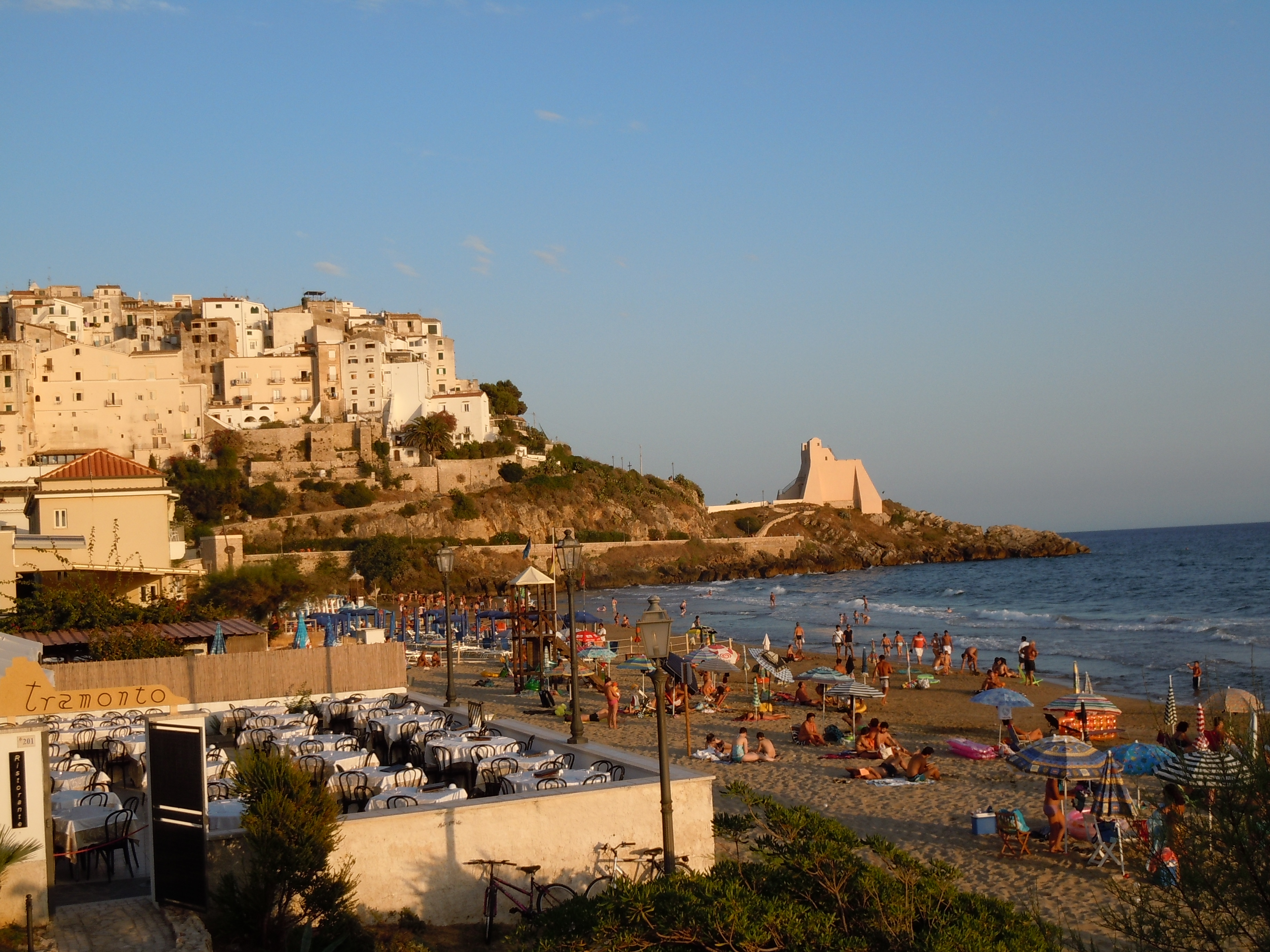
Vista de Sperlonga.

## Historia
Sperlonga era un antiguo centro romano: el emperador Tiberio construyó aquí una famosa villa, incluyendo una de las grutas (en latín, speluncae) que dieron su nombre a la ciudad.
Después de la caída del Imperio Romano de Occidente, las ruinas de la residencia imperial sirvieron de refugio a los lugareños. Más tarde la población comenzó a trasladarse hacia el cercano promontorio de San Magno, para escapar de las insalubres marismas y los ataques sarracenos. El peligro que significaban los sarracenos queda claro en la presencia de muchas torres vigía a lo largo de toda la costa hasta Gaeta. En 1534 el pequeño centro fue destruido por Barbarroja.
En los siglos XVIII y XIX Sperlonga recuperó y adquirió algunas residencias nobles, y floreció la agricultura. Sin embargo, la expansión turística aconteció sólo después de la apertura de la carretera costera entre Terracina y Gaeta (la vía Flacca) en 1957.

## Lugares de interés
La principal atracción cultural de Sperlonga es el museo erigido sobre los terrenos de la anterior Villa de Tiberio, que muestra muchos hallazgos estatuarios conmemorando las hazañas de Odiseo. Tiberio se trasladó a Capri después del año 26. Esta villa romana pertenece al siglo I.

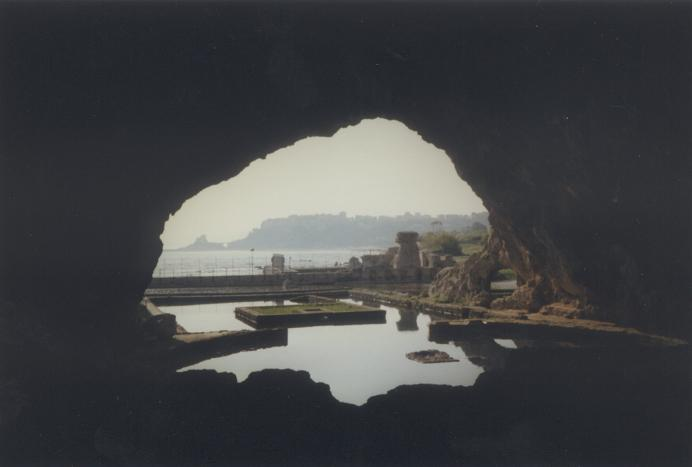
Gruta de Tiberio

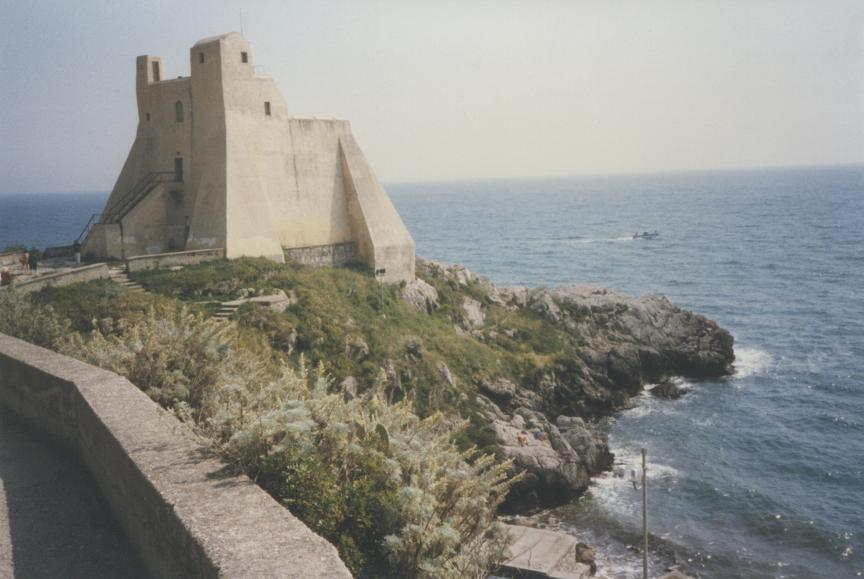
Torre de Truglia

Durante la construcción de la carretera litoral entre Terracina y Gaeta en 1957 fue descubierta una gran cantidad de fragmentos de mármol, extraordinarios por la calidad de las esculturas y las dimensiones de los bloques. Las esculturas se revelaron en algunos casos con orígenes griegos de la época helenística (hacia el año 180 a. C.). La villa incluía una gruta donde se encontraron algunas destacadas esculturas, que representaban el asalto de Scila al barco de Odiseo, la ceguera de Polifemo, el robo de Paladio y Odiseo alzando el cadáver de Aquileo. Las obras se han atribuido a los escultores rodios Agesandro, Atenodoro y Polidoro, y se cree que son de los mismos autores que el famoso grupo de Laocoonte y sus hijos (tal como se atribuye por Plinio el Viejo). Sin embargo, que los mismos artistas sean responsables es cuestionable. Algunos eruditos creen que están relacionados, pero no son exactamente la misma gente; aparte de Atenodoro (II) que fue el último acreditado como artista del grupo de Laocoonte, pero primero en atribuírsele la serie de Scila - sugiriendo que él era el más joven durante la creación del grupo de Laocoonte, pero el artista más viejo que trabajó en el grupo de Scila. Más aún, la diferenciación en «clasicismo» entre los dos grupos de obras implica que una precedió a la otra con separación, y por lo tanto no todos los artistas eran la misma gente, sino descendientes.
Para conservar las esculturas recuperadas se creó, en el año 1963 el Museo archeologico nazionale de Sperlonga.
La villa estaba constituida por diversos edificios dispuestos en terrazas vueltos hacia el mar. La primera estructura es la de una villa de finales del periodo republicano, quizá perteneciente a Aufidio Lurco, abuelo materno de Livia.
La iglesia más antigua es la de Santa María (principios del siglo XII), actualmente cerrada por restauraciones que han revelado la presencia de preciosos mosaicos medievales. 
Sperlonga es mayormente una ciudad turística gracias a sus playas, una larga playa en su lado occidental que llega hasta Terracina, y una serie de playas más cortas y acantilados rocosos en su lado oriental hacia Gaeta.

## Transporte
La principal conexión es por carretera, desde Terracina y Gaeta. La estación de ferrocarril más cercana es la de Fondi-Sperlonga, una de las dos principales vías entre Roma y Nápoles, siendo la otra la que pasa por Formia.

## Evolución demográfica
| Gráfica de evolución demográfica de Sperlonga entre 1861 y 2001 |
|                                                                 |
| Fuente ISTAT - elaboración gráfica de Wikipedia                 |